# 永山悟久梨
永山 悟久梨（ながやま さくり）は、日本の女性声優。以前は、エーエス企画に所属していた。

## 出演作品

### テレビアニメ
2003年
- 金色のガッシュベル!!（女学生）[2]

### ゲーム
2003年
- エスプガルーダ（タテハ(覚聖前)[2]）※アーケード

2004年
- エスプガルーダ（タテハ(覚聖前)）※PS2